# Iso-Melanen
Iso-Melanen är en sjö i kommunen Paldamo i landskapet Kajanaland i Finland. Den är 7,6 meter djup. Arean är 38 hektar och strandlinjen är 3,28 kilometer lång. Sjön  ingår i Uleälvens huvudavrinningsområde.   Den ligger omkring 24 kilometer norr om Kajana och omkring 490 kilometer norr om Helsingfors. 